# Brave Mountain
Brave Mountain är ett berg i Kanada.   Det ligger i provinsen Newfoundland och Labrador, i den östra delen av landet, 1 700 km nordost om huvudstaden Ottawa. Toppen på Brave Mountain är 1 300 meter över havet.
Terrängen runt Brave Mountain är kuperad västerut, men österut är den bergig. Havet är nära Brave Mountain åt nordost. Brave Mountain är den högsta punkten i trakten. Trakten runt Brave Mountain är nära nog obefolkad, med mindre än två invånare per kvadratkilometer.. Det finns inga samhällen i närheten. 
Trakten runt Brave Mountain består i huvudsak av gräsmarker.